# Svartgöl (Hjorteds socken, Småland, 637919-152980)
Svartgöl är en sjö i Västerviks kommun i Småland och ingår i Marströmmens huvudavrinningsområde.